# Helvetica

Różnice pomiędzy krojami Helvetica i Arial.

Helvetica – jeden z najpopularniejszych proporcjonalnych jednoelementowych krojów pisma. Opracowany został pierwotnie jako czcionka przez Maxa Miedingera w 1957 r. dla firmy Haas’sche Schriftgießerei ze Szwajcarii. Nazwa kroju pochodzi od słowa Helwecja, rzymskiej nazwy obecnych terenów Szwajcarii.
Krój doczekał się bardzo wielu modyfikacji przez innych projektantów, szczególnie pod postacią czcionek komputerowych, czyli fontów. M.in. krój Arial, który jest rozpowszechniany z systemami operacyjnymi Microsoft Windows oraz Mac OS, ma taką samą szerokość jak Helvetica, a różni się od niej jedynie w kilku szczegółach – najwyraźniej różnicę widać w wielkich literach „R” i „G” oraz na „ogonku” (lub jego braku) w małej literze „a”. Jeszcze bardziej podobny do Helvetiki jest popularny krój Swiss 721 firmy Bitstream, w którym jedynymi odstępstwami są bardzo lekko zmienione proporcje poszczególnych kresek tworzących znaki. Wśród popularnych fontów, do najbardziej podobnych krojów należy również Nimbus Sans, będący m.in. jednym z podstawowych fontów X Window.